# Савченко Віктор (бандурист)
Ві́ктор Са́вченко — бандурист, артист, учасник Київської капели бандуристів з 1925 р. та об'єднаної Київської капели бандуристів з 1935 р. Розстріляний в 1938 р.